# Sébastien Moreira
Pour les articles homonymes, voir Moreira.
Sébastien Moreira est un arbitre français de football né le 27 mai 1977 à Belfort. Il était arbitre fédéral 1 et arbitrait donc en championnat de France de Ligue 1 et de Ligue 2. Aujourd’hui, la FFF la démit de ses fonctions. 
A l'issue de la saison 2017-2018, Sébastien Moreira est rétrogradé arbitre Fédéral 2.
| Saison    | Compétitions      | Nbre de matchs | Cartons jaunes | Cartons rouges |
| --------- | ----------------- | -------------- | -------------- | -------------- |
| 2008-2009 | Coupe de la Ligue | 1              | 3              | 0              |
| 2008-2009 | Ligue 2           | 17             | 70             | 4              |
| 2015-2016 | Coupe de France   | 1              | 2              | 0              |